# Edward Skinner King
Edward Skinner King (1861-1931) fue un astrónomo estadounidense. 
En 1887 se graduó del Hamilton College y se unió al equipo del Harvard College Observatory, donde supervisó la imaginación fotográfica y trabajos relacionados. Se convirtió en un pionero y autoridad sobre el proceso de la fotometría fotográfica. En 1912 se dio cuenta de que algunos tipos de película fotográfica parecían rendir mejor durante los meses de invierno, lo cual llevó al uso de lo que en inglés se conoce como “cold-camera”, donde la temperatura es bajada a alrededor de -40°C. Desde 1926 hasta su muerte fue el Phillips Professor of Astronomy en la Universidad Harvard.
King desarrolló el algoritmo que en inglés se conoce como «King Tracking Rate», el cual corrige la tasa de detección de un objeto astronómico por telescopio en relación con la refracción atmosférica.
Su trabajo de referencia "A Manual of Celestial Photography: Principles and Practice for Those Interested In Photographing the Heavens" (Un manual de fotografía celestial: Principios y práctica para aquellos interesados en fotografiar los cielos”) fue publicado en 1931. Este volumen fue reimpreso en 1988. 

## Eponimia
- En 1970 la UAI decidió en su honor y en el de Arthur S. King llamarle «King» a un astroblema situado en el lado oscuro de la Luna.[2]